# Alticola argentatus
Alticola argentatus és una espècie de mamífer rosegador de la família dels cricètids. Viu a l'Afganistan, la Xina, l'Índia, el Kazakhstan, el Kirguizstan, el Pakistan, el Tadjikistan i l'Uzbekistan. Es tracta d'un animal diürn que habita els afloraments rocosos dels herbassars i matollars alpins. És una espècie en risc mínim, és a dir, no sembla que hi hagi cap amenaça significativa per a la seva supervivència. El seu nom específic, argentatus, significa ‘argentat’ en llatí.